# ラブ・アクチュアリー
『ラブ・アクチュアリー』（英: Love Actually）は、2003年に公開されたリチャード・カーティスによるクリスマスを題材にしたロマンティック・コメディ映画。カーティスの初監督作品でもあり、彼が以前の映画やテレビ番組で共に働いた俳優を中心にしたアンサンブル・キャストを特徴とする。脚本は様々な境遇の登場人物が送る恋模様を描き、次第に彼らの物語が互いに繋がっていたことが分かる流れになっている（→#登場人物の繋がり）。物語はクリスマスの5週間前から始まって、次第にクリスマスに近付いていき、エピローグはクリスマスから1か月後に設定されている（→#あらすじ）。シーンの大半はロンドンで撮影された（→#製作）。
アメリカ合衆国では2003年11月14日、イギリスでは1週間遅れの11月21日に公開された。公開当初は好意的な評価が多かったものの、アメリカでの評価は次第に「賛否両論だがやや好意的」なものに変わっていった（→#批評家の反応）。興行収入という面では成功を収め、撮影予算4,500万ドルに対し、世界中で2億4,700万ドルを得た（→#興行収入）。
劇中では往年のヒット曲が数多く使われており、サウンドトラックも販売枚数を重ねた（→#サウンドトラック）。

## あらすじ
映画は、ロンドン・ヒースロー空港の雑踏に、デイヴィッド（演：ヒュー・グラント）によるナレーションがかぶせられる形で始まる。アメリカ同時多発テロ事件の犠牲者が最後に遺したのは、憎しみではなく愛のメッセージだったことが語られ、登場人物たちの恋物語が始まる。

### クリスマスまで5週間
落ちぶれたロック歌手のビリー・マック（演：ビル・ナイ）は、マネージャーのジョー（演：グレゴール・フィッシャー）と共に再起を賭け、往年のヒット曲の歌詞を変えてリリースしようと目論んでいる ("Christmas Is All Around") 。妻を亡くしたばかりのダニエル（演：リーアム・ニーソン）は、その悲しみが癒えず、友人のカレン（演：エマ・トンプソン）の助けを求めている。ジョン（ジャック、演：マーティン・フリーマン）とジュディ（演：ジョアンナ・ペイジ）は、映画撮影現場でセックスシーンのスタンドインとして働いている。若くしてイギリス首相になったデイヴィッド（演：ヒュー・グラント）は、恋の噂も無い独身生活を送っているが、首相公邸のスタッフ・ナタリー（演：マルティン・マカッチョン）に一目惚れする。
ピーター（演：キウェテル・イジョフォー）はジュリエット（演：キーラ・ナイトレイ）と結婚式を挙げ、ピーターの親友でベストマンを務めたマーク（演：アンドリュー・リンカーン）は、『愛こそはすべて』のサプライズ演奏をふたりに贈る。この式とパーティの合間にフラットへ戻ったジェイミー（演：コリン・ファース）は、ガールフレンド（演：シエンナ・ギロリー）が自分の弟と浮気している現場に踏み入ってしまう。パーティスタッフとして働くコリン（演：クリス・マーシャル）は、自分がモテないのは相手が英国女性だからと独り合点し、アメリカに行って女の子を引っ掛ける夢を友人のトニー（演：アブダル・サリス）に語る。パーティ会場では、マーク（演：アンドリュー・リンカーン）が浮かない顔でビデオを回し続けており、彼がピーターに恋をしていると勘違いしたサラ（演：ローラ・リニー）は、話せば楽になるとマークに話しかける。

### クリスマスまで4週間
サラは社長のハリー（演：アラン・リックマン）に呼び出される。ハリーは同僚カール（演：ロドリゴ・サントロ）への長年の片思いを言い当て、何か行動に出るよう助言するが、サラは奥手なままで、同じ時間、ビリー・マックはラジオ番組で焼き直した新曲を宣伝している。
首相公邸では、目前に迫ったアメリカ合衆国大統領訪英の準備が進められており、内閣は米国へ強気に出るよう勧めるが、デイヴィッドは気乗りしない。彼はナタリーと親密になりたいと考え、彼女がワンズワースのハリス・ストリートの実家に住むことを聞き出す。
ジョンとジュディのスタンドイン撮影は裸でのセックスシーンまで進むが、気まずいシーンでも互いに楽しく話せる仕事相手であることが分かる。コリンはトニーに対し、3週間後にアメリカ・ウィスコンシン州へ発つことを伝える。またハリーは秘書のミア（演：ハイケ・マカチュ）に会社のクリスマス・パーティの手配を頼む。ダニエルは妻の連れ子だったサム（演：トーマス・サングスター）が部屋に籠もりきりなことを心配し、川沿いに連れ出して話を聞くが、サムの悩みは母親の死ではなく、同級生への片思いだった。
傷心のジェイミー（演：コリン・ファース）はフランスのコテージを訪れ、小説を書き始める。

### クリスマスまで3週間
ビリー・マックはアント&デックの番組でテレビ出演する。マークは、新婚旅行から帰ってきたジュリエットから、結婚式のビデオが上手く撮れていなかったので見せてほしいと頼まれるが、素っ気なく断る。サラはカールに何も言えずじまいでおり、ハリーはミアからクリスマス・パーティ用にマークの画廊を借り受けたことを聞いて下見に行くと約束する。
ジェイミーは大家から、家政婦としてポルトガル人女性のオーレリア（演：ルシア・モニス）を紹介される。彼は仕事終わりにオーレリアを送るようになるが、言葉の通じないふたりには話すことが無く、気まずい時間が過ぎる。
アメリカ大統領（演：ビリー・ボブ・ソーントン）が訪英するが、大統領は強硬な態度を崩さず、首脳会談は物別れに終わる。その上、デイヴィッドが書類を取りに行った隙に、好色な大統領はナタリーに言い寄っている。これに反感を覚えたデイヴィッドは、その後の記者会見で大統領に対して毅然とした態度を取る。一方妹のカレンは、夫ハリーの前でジョニ・ミッチェルを聴きながらクリスマス・プレゼントの用意をしている。

### クリスマスまで2週間
ジェイミーとオーレリアは、言葉の壁がありつつも心が通じ合った生活をしている。ある日オーレリアは誤って原稿を沼に飛ばしてしまい、ふたりは沼に飛び込んで原稿を集める羽目になる。コテージに戻った後、ジェイミーはオーレリアを送るのが1日の楽しみと英語で話すが、一方のオーレリアはジェイミーと別れるのが1日で最も辛いとポルトガル語で話す。ジェイミーの帰国の日、別れが悲しいオーレリアは彼にキスをプレゼントして立ち去る。
テレビではビリー・マックのミュージック・ビデオが放送されるようになり、彼はテレビ出演でクリスマスのNo.1ソング (en) になった場合は全裸で生出演すると公言する。ジュリエットはマークの元を訪れ、素っ気ないマークに自分とも仲良くしてほしいと頼むが、マークは結婚式のビデオで彼女ばかり追っており、実は自分が好きだったために冷たく当たっていたことに気付く。デイヴィッドは、ナタリーを想っているにもかかわらず、配置換えするよう言いつける。
サムから片想いの相手・ジョアンナがアメリカへ帰国してしまうと聞かされたダニエルは、ふたりで『タイタニック』を観る。サムは自分にはジョアンナしかいないと語り、ビリー・マックのミュージック・ビデオを観て、ミュージシャンはモテると、学期末のコンサートに向けてドラムの練習を始める。
職場のパーティ当日、カレンはハリーが秘書のミアと踊る様子に気付き狼狽する。一方のサラはカールに誘われダンスを共にし、送ってくれた彼を家に招き入れる。ふたりはベッドインしようとするが、折悪しくサラの弟で精神病を患うマイケル（演：マイケル・フィッツジェラルド）から電話があり、ふたりは気まずい雰囲気になってしまう。その夜サラはマイケルの元を訪れる。
パーティの翌日、会社の休み時間にカレンとクリスマス・ショッピングへ向かったハリーは、セルフリッジズの宝飾店に目を止める。彼はカレンが別の買い物をしに行った隙に、ミアに頼まれたプレゼント用にネックレスを買おうとするが、店員のルーファス（演：ローワン・アトキンソン）は動きがまどろっこしく、結局カレンが戻って来てしまう。

### クリスマスまで1週間
コリンはウィスコンシンへの出発の日を迎え、入ったバーでイギリス狂の女性3人と出会い、首尾良く彼女たちが同居する家に上がり込む。ジョンはジュディを食事に誘うことに成功し、ロンドンに帰ってきたジェイミーは外国語学校でポルトガル語を学び始める。
ハリーとカレンの家では、1人1つプレゼントを開封しようと決まり、ハリーのネックレス購入を知っていたカレンは、ネックレスが入っていたのと同じ四角い箱を選ぶ。ところが中身はジョニ・ミッチェルのCDで、ネックレスが他人（ミア）に渡ったことを知ったカレンは、自室で曲を聴きながらひとり涙を流す。
サムはジョアンナから何の反応も得られず、彼から自分の恋愛について聞かれたダニエルは、クラウディア・シファーから誘いがあれば話は別だと答える。

### クリスマス・イヴ
ビリー・マックは、ライバルのブルーを破ってクリスマスのNo.1ソングを勝ち取る。彼はエルトン・ジョンのパーティに誘われるが、半生をマネージャーのジョーと過ごしたことに気付き、彼と飲み交わすためすぐに戻ってくる。ジュディと食事に行ったジョンは、彼女から告白とキスを受ける。サラとカールの関係は終わっており、カールが短い挨拶をして帰った後、サラはマイケルの電話を受け、きょうだいでクリスマスを過ごす。
マークはピーターとジュリエットの新居を訪れ、厚紙に書いたメッセージで「今はジュリエットが最高の人」だと伝えるが、そんなマークにジュリエットはキスをプレゼントする。ジェイミーはクリスマス・プレゼントを持って実家に帰るが、すぐに引き返してマルセイユへ向かい、オーレリアへ結婚を申し込んで了承される。
デイヴィッドはナタリーからのクリスマス・カードを見つけ、彼女もまた自分を想っていることに気付いて、ナタリーが住むハリス・ストリートへ向かう。やっとのことで家を見つけた時、彼女は家族と近隣学校合同のクリスマス・コンサートに出かけるところで、デイヴィッドはこれに同行することにする。ナタリーは大統領に言い寄られたことの謝罪をし、ふたりは目立たないよう舞台裏から観劇することにするが、そこへ向かう途中、デイヴィッドは子どもたちの降誕劇を観に来たカレンに遭遇する。
コンサートの最後、サムはドラムでジョアンナ（演：オリヴィア・オルソン）が歌う『恋人たちのクリスマス』の伴奏を行う。曲が終わって後ろの幕が開くと、デイヴィッドとナタリーがキスをしており、ふたりの関係は観劇者全員にばれてしまう。終演後、カレンはハリーとミアの関係を問い詰め、ダニエルは憧れのクラウディア・シファーそっくりなキャロル（演：クラウディア・シファー）に出会う。
サムとダニエルは、気持ちを伝えるため、アメリカに発つジョアンナを追って空港に向かう。航空券が見つからないルーファスや、全裸で歌うビリー・マックがサムを助け、彼は保安区域に忍び込んでジョアンナに思いを伝え、彼女もそれに応えてキスをする。

### クリスマスから1か月後
ビリー・マックは美人女性を従えて旅から帰ってくる。オーレリアを連れてイギリスに戻ってきたジェイミーを、ジュリエット・ピーター・マークが出迎える。出張から帰ってきたハリーは、カレンはじめ家族全員の出迎えを受ける。ジョアンナもイギリスに戻り、サムはそれを出迎えるが、後ろではダニエルとキャロルが一緒にこれを見守っている。トニーはこれから旅行にいくジョン・ジュディに会った後、アメリカ女性のハリエットとカーラを引き連れたコリンを出迎える。外遊から戻ったデイヴィッドにはナタリーが走って飛びつき、その後はザ・ビーチ・ボーイズの『神のみぞ知る』が流れる中、プロローグと同じようにヒースロー空港の雑踏が映し出される。

## 登場人物の繋がり
日本語版DVDのスリーブに記載されているように、作品では以下9通り（ルーファスの話を含めると10通り）の物語が進行する。
1. ビリー・マックとジョー
2. ジュリエット、ピーター、マーク
3. デイヴィッドとナタリー
4. ジェイミーとオーレリア
5. ハリー・カレン夫妻とミア
6. ダニエル・サム・ジョアンナ
7. サラとカール、マイケル
8. コリンとトニー、アメリカ人女性たち
9. ジョンとジュディ
10. （ルーファス）

それぞれの話は、ビリー・マック（演：ビル・ナイ）とジョー（演：グレゴール・フィッシャー）の話を除いて何かしらの繋がりを持っている。また、ビリー・マックのメディア出演やミュージック・ビデオは作品のあちこちに挿入されており、ヒースロー空港ではサムの告白を手助けする。
英国首相のデイヴィッド（演：ヒュー・グラント）はカレン（演：エマ・トンプソン）の兄であり、カレンは兄が思いを寄せるナタリー（演：マルティン・マカッチョン）の近所であるワンズワースに暮らしている。ハリー（演：アラン・リックマン）はカレンの夫で、彼の経営するデザイン会社にはサラ（演：ローラ・リニー）・カール（演：ロドリゴ・サントロ）・ミア（演：ハイケ・マカチュ）が務めているほか、ケータリングスタッフとしてコリン（演：クリス・マーシャル）が訪れる。ミアはギャラリーを経営するマーク（演：アンドリュー・リンカーン）と友人で、この縁でクリスマス・パーティの会場として借り受ける。また彼女は、ナタリー一家の隣家に住んでいる。
カレンはダニエル（演：リーアム・ニーソン）の友人として妻を失った彼を慰めているほか、彼の息子サム（演：トーマス・サングスター）と、ハリー・カレン夫妻の子どもたちは同じ地域の学校に通っている。地区の小学校は合同で降誕祭を行うが、ナタリーは会場となった小学校の同窓生で、年少のきょうだいはまだこの学校に通っている。また、サムはジョアンナ（演：オリヴィア・オルソン）と同級生で、ダニエルはこの降誕祭に行ったことがきっかけでキャロル（演：クラウディア・シファー）と知り合う。ジョンとジュディは、ジョンの兄と一緒にこの降誕祭を訪れている。
ピーター（演：キウェテル・イジョフォー）とジュリエット（演：キーラ・ナイトレイ）の結婚式では、ピーターの親友であるマークがベストマンを務めているほか、サラとジェイミー（演：コリン・ファース）が列席しており、コリンはその後のパーティでスタッフとして働いている。コリンはトニー（演：アブダル・サリス）と友人だが、彼が働く映画撮影現場では、スタンドインの俳優ジョン（演：マーティン・フリーマン）とジュディ（演：ジョアンナ・ペイジ）が出会い、交際に発展する。
ルーファス（演：ローワン・アトキンソン）は、ハリーがネックレスを買うセルフリッジズの宝飾店員であるほか、ヒースロー空港では彼の行動がジョアンナを追うサムの手助けになる。

## キャスト
| 役名                                       | 俳優                       | 日本語吹替 |                                                      | 役名                                                                 | 俳優                           | 日本語吹替 |
| ------------------------------------------ | -------------------------- | ---------- | ---------------------------------------------------- | -------------------------------------------------------------------- | ------------------------------ | ---------- |
| デイヴィッド（イギリス首相）               | ヒュー・グラント           | 森田順平   |                                                      | アメリカ合衆国大統領                                                 | ビリー・ボブ・ソーントン       | 原康義     |
| ハリー（デザイン会社社長）                 | アラン・リックマン         | 有本欽隆   | アニー（首相官邸スタッフ）                           | ニーナ・ソサーニャ                                                   | 村竹あおい                     |            |
| カレン（ハリーの妻、デイヴィッドの妹）     | エマ・トンプソン           | 高島雅羅   | メアリー（首相秘書）                                 | メグ・ウィン・オーウェン                                             | 村竹あおい                     |            |
| ジェイミー（作家）                         | コリン・ファース           | 中田和宏   | テレンス（首相官邸の責任者）                         | フランク・ムーリー                                                   | 佐々木敏                       |            |
| ダニエル（サムの継父）                     | リーアム・ニーソン         | 原康義     | パット（首相官邸の女中頭）                           | ジル・フロイド (en)                                                  | 定岡小百合                     |            |
| サム（ダニエルの息子）                     | トーマス・サングスター     | 津村まこと | トニー（コリンの親友、映画AD）                       | アブダル・サリス                                                     | 斉藤瑞樹                       |            |
| サラ（デザイン会社勤務）                   | ローラ・リニー             | 山像かおり | マイク（原語：マイキー(Mikey)、DJ）                  | マーカス・ブリグストック                                             | 伊藤栄次                       |            |
| カール（サラの同僚・想い人）               | ロドリゴ・サントロ         | 三木眞一郎 | アント（アント&デック、本人役）                      | アンソニー・マクパートリン                                           | 近藤孝行                       |            |
| ナタリー（首相官邸スタッフ）               | マルティン・マカッチョン   | 冬馬由美   | デック（アント&デック、本人役）                      | デクラン・ドネリー                                                   | 勝沼紀義                       |            |
| ビリー・マック（ロック・スター）           | ビル・ナイ                 | 野沢那智   | ナンシー（結婚式のシェフ）                           | ジュリア・デイヴィス                                                 | 石塚理恵                       |            |
| ジョー（ビリー・マックのマネージャー）     | グレゴール・フィッシャー   | 石住昭彦   | キャロル（サムの同級生の母）                         | クラウディア・シファー                                               | 石塚理恵                       |            |
| オーレリア（ポルトガル人家政婦）           | ルシア・モニス             | 目黒未奈   | ジョアンナ（サムの同級生・想い人）                   | オリヴィア・オルソン                                                 |                                |            |
| ミア（デザイン会社勤務）                   | ハイケ・マカチュ           | 目黒未奈   | マイケル（サラのきょうだい）                         | マイケル・フィッツジェラルド                                         | 斉藤瑞樹                       |            |
| ジュリエット（ピーターの新妻）             | キーラ・ナイトレイ         | 弓場沙織   | レオナルド・ディカプリオ（『タイタニック』ジャック） | レオナルド・ディカプリオ（『タイタニック』ジャック）                 | 勝沼紀義                       |            |
| ピーター（ジュリエットの夫、マークの友人） | キウェテル・イジョフォー   | 楠大典     | ケイト・ウィンスレット（『タイタニック』ローズ）     | ケイト・ウィンスレット（『タイタニック』ローズ）                     | 冬馬由美                       |            |
| マーク（ピーターの友人）                   | アンドリュー・リンカーン   | 室園丈裕   | クリス（ジェイミーの弟）                             | ダン・フリーデンバーグ                                               | 三木眞一郎                     |            |
| ジョン（愛称ジャック、スタンドイン俳優）   | マーティン・フリーマン     | 成田剣     | パーキー（司会者・本人役）                           | マイケル・パーキンソン                                               | 佐々木敏                       |            |
| ジュディ（スタンドイン女優）               | ジョアンナ・ペイジ         | 園崎未恵   | ジェレミー（内閣の一員）                             | ワイリー・ロングモア                                                 | 佐々木敏                       |            |
| コリン（ケータリングスタッフ）             | クリス・マーシャル         | 北沢洋     | エレノア（ジェイミーの コテージのフランス人大家）    | エリザベス・マルゴーニ                                               | 定岡小百合                     |            |
| ルーファス（宝飾店員）                     | ローワン・アトキンソン     | 岩崎ひろし | バロス氏（オーレリア・ソフィアの父）                 | ヘルダー・コスタ (en)                                                |                                |            |
| ジェイミーのガールフレンド                 | シエンナ・ギロリー         | 平田絵里子 | ソフィア・バロス（オーレリアの姉）                   | カーラ・ヴァスコンセロス (pt)                                        |                                |            |
| バーニー（ハリーとカレンの息子）           | ウィリアム・ワダム         | 平田絵里子 | トレンチ（学校教師）                                 | アダム・ゴドリー                                                     | 伊藤栄次                       |            |
| デイジー（ハリーとカレンの娘）             | ルル・ポップルウェル       |            | ジーン（ジョアンナの母・歌手）                       | ルビー・ターナー                                                     |                                |            |
| ステイシー（アメリカ人女性）               | イワナ・ミルセヴィッチ     | 柳沢真由美 | カーター                                             |                                                                      | 石住昭彦                       |            |
| カーラ（アメリカ人女性）                   | デニス・リチャーズ         | 柳沢真由美 | ドップ                                               |                                                                      | 岩尾万太郎                     |            |
| キャロル＝アン（アメリカ人女性）           | エリシャ・カスバート       | 平田絵里子 | ジーナ（レコード会社職員）                           | ローラ・リース                                                       | 石塚理恵                       |            |
| ハリエット（アメリカ人女性）               | シャノン・エリザベス       | 平田絵里子 | ギャビン（首相のボディガード）                       | コリン・クール                                                       | 岩崎ひろし                     |            |
| ジーニー（アメリカ人女性）                 | ジャニュアリー・ジョーンズ | 園崎未恵   | DJ                                                   | ジュニア・シンプソン (en) ブライアン・ボヴェル (en) ジョー・ワイリー | 江川央生 岩尾万太郎 柳沢真由美 |            |

- その他の声の出演：岡珠希／藤井ゆりあ／大久保祥太郎／宮本侑芽／平野萌香
  - Blu-ray Discでは日本語吹替未収録だったが、2015年6月24日発売の新版ブルーレイには収録された。

クレジット無し
- リンデン・デイヴィッド・ホール（英語版） - ピーター・ジュリエットの結婚式で、『愛こそはすべて』を歌う歌手
- ジョアンナ（ダニエルの死んだ妻、サムの母） - レベッカ・フレイン（英語版）（写真での登場）[注釈 14]
- サムの祖父 - エドワード・ハードウィック（台詞無し）
- サムの祖母 - キャロライン・ジョン（英語版）（台詞無し）
- ブルー - 本人役、ポスター写真での出演
- 小学校校長 - アン・リード（出演シーンカット）
- 校長のパートナー - フランシス・デ・ラ・トゥーア（出演シーンカット）

- 主要キャスト
- アラン・リックマン
- エマ・トンプソン
- ハイケ・マカチュ
- ローラ・リニー
- ロドリゴ・サントロ
- コリン・ファース
- ルシア・モニス
- リーアム・ニーソン
- トーマス・サングスター
- オリヴィア・オルソン
- キウェテル・イジョフォー
- キーラ・ナイトレイ
- アンドリュー・リンカーン
- ビル・ナイ
- ローワン・アトキンソン
- クリス・マーシャル
- マーティン・フリーマン

## スタッフ
- 監督：リチャード・カーティス
- 制作：ダンカン・ケンワーシー（英語版）、ティム・ビーヴァン、エリック・フェルナー、デブラ・ヘイワード、リザ・チェイシン（英語版）
- 脚本：リチャード・カーティス
- 音楽：クレイグ・アームストロング
- 編集：ニック・ムーア（英語版）
- 撮影：マイケル・コールター
- 衣装：ジョアンナ・ジョンストン
- ヘア&メイクアップ・デザイナー：グレアム・ジョンストン
- キャスティング：メアリー・セルウェイ、フィオナ・ウィアー
- ライン・プロデューサー（英語版）：クリス・トンプソン
- 制作会社：スタジオカナル、ワーキング・タイトル・フィルムズ、DNAフィルムズ（英語版）
- 配給会社：ユニバーサル・ピクチャーズ

### 日本語版制作スタッフ
- 演出：簑浦良平
- 字幕翻訳：戸田奈津子
- 吹替翻訳：中村久世
- 調整：はたしょうじ
- 録音：ACスタジオ
- 制作担当：乃坂守蔵・横山きむ（ACクリエイト株式会社 制作部）
- 日本語版制作：Universal Studios Inc. ／ACクリエイト株式会社

## 製作
作品は『フォー・ウェディング』『ノッティングヒルの恋人』と同様に、脚本リチャード・カーティス・制作ダンカン・ケンワーシーというタッグで作られた。カーティスにとっては初監督作品でもある。企画の始動についてカーティスは、「映画の製作には時間がかかり、ラブ・ストーリーを書き続けようとしたら人生が終わってしまう。だから複数の物語を同時に書き進めようと思った」と語っている。こういった理由から10の物語が進行する筋書きになったが、一方で編集は困難を極め、4か月がかけられた。

### 撮影
映画の大半は、以下に示すようなロンドン各所で撮影された。
- トラファルガー広場
- サマセット・ハウスの中庭（ストランド）
- グローヴナー・チャペル（英語版）（メイフェア）
- セント・ポールズ・クラパム（ランベス区クラパム（英語版））[注釈 15]
- ミレニアム・ブリッジ
- セルフリッジズ（百貨店、オックスフォード・ストリート）[注釈 16]
- ランベス橋（英語版）
- テート・モダン（旧バンクサイド発電所）
- カナリー・ワーフ
- ガブリエルズ・ワーフ（サウス・バンク）[注釈 17]
- マーブル・アーチ
- セント・ルークス・ミューズ（ノッティング・ヒル）[注釈 18]
- チェルシー橋
- OXOタワー（英語版）
- シティ・ホール
- ハーン・ヒル（英語版）（ランベス区）
- エリオット・スクール (en) （ワンズワース区パトニー（英語版））
- ロンドン・ヒースロー空港[14]

またジェイミーとオーレリアのシーンでは、マルセイユ・プロヴァンス空港や、同じくマルセイユのバー Le Bar de la Marine (fr:Bar de la Marine) が用いられた。フランスロケで使われたジェイミーが借りるコテージは、後に焼失したことが語られている。
首相官邸であるダウニング街10番地や、サムがジョアンナを見送りに向かう空港カウンターのシーンは、シェパートン・スタジオにセットを建てて撮影された。
冒頭のヒースロー空港の雑踏を映したシーンは、1週間をかけて実際に空港で撮影されたものである。カーティスは、空港の雑踏を見ていて本作のシナリオを思いついたと回顧している。

### 出演
アンソニー・マクパートリンとデクラン・ドネリーによるお笑いコンビ『アント&デック』が、ビル・ナイ演じるビリー・マックが登場する音楽番組の司会として出演している。また、マルセイユ空港でジェイミー（演：コリン・ファース）がタクシーを譲る女性として、ベテラン女優ジャンヌ・モローがカメオ出演している。また、ジョアンナ（演：オリヴィア・オルソン）の母親役として、ソウル・シンガーのルビー・ターナーが出演している。またカーティス監督自身が、ピーター・ジュリエットの結婚式でトロンボーン奏者として出演している。また降誕祭のシーンには、カーティスとエマ・フロイドの子どもたちがエキストラ出演している。
サラ役のオーディションでは、リチャード・カーティスが「ローラ・リニーのような役者」というポイントを譲らず、結局本人が演じることになったと語られている。またマルティン・マカッチョン演じるナタリーも彼女のために書かれた当て書きの役で、カーティスは当初役名を「マルティン」にしていた。マーティン・フリーマンは、カーティスが『The Office』の演技を観て起用された。

### エピソード
カーティスの元々の計画では、14の恋物語が進行する作りになるはずだったが、うち4つが時間の関係でカットされた（2つは撮影済のエピソードだった）。この中には、子どもたちが通うワンズワースの小学校長（演：アン・リード）と、瀕死のパートナー（演：フランシス・デ・ラ・トゥーア）の同性愛にまつわるシーンが含まれており、後に映像が公開された。また、ケニアで人々の愛を映したシーンも存在したがカットされ、現在はDVDの未公開シーンに収録されている。またトーマス・サングスター演じるサムは、器械体操が上手い子どもという設定だったが、シーンの流れなどを考慮しカットされている。
カーティスは当初、10の恋物語の「始まり」〜「中間」〜「終わり」を撮ろうと考えており、この3部構成が最もよく残っているのは、ジュリエット・ピーター・マークの三角関係のエピソードだと語っている（結婚式〜ビデオの発見〜メッセージカード）。
ピーターとジュリエットの結婚式でサプライズ演奏が始まるのは、カーティスが参列したジム・ヘンソンの葬儀で、参列者がマペットを掲げて合唱した出来事に着想を得たものである。コリン（演：クリス・マーシャル）が結婚式の料理人と話すシーンは、映画『フォー・ウェディング』の草稿にあったが決定稿でカットされたもので、ヒュー・グラントがオーディション時に演じてみせたシーンだという。
グラントは、ラジオを聞きながら首相官邸で踊り狂うシーンが気に入らず、撮影は最終日まで延期されたほか、当初使うはずだったジャクソン5の曲は変更を余儀なくされた。グラント演じる独身の英国首相デイヴィッドの造形は、終生独身だったエドワード・ヒースに着想を得たものである。
ビリー・マックの曲 "Love Is All Around" のミュージック・ビデオは、ロバート・パーマーの『恋におぼれて』のビデオ に対するトリビュートだと語られている。ビリー・マックがマネージャーのジョーと半生を過ごしたことに気付かされるのは、カーティスとローワン・アトキンソンとの関係が基になったエピソードでもある。

### 実際の政治との関わり
作中、ヒュー・グラント演じるイギリス首相のデイヴィッドは、アメリカ合衆国大統領（演：ビリー・ボブ・ソーントン）との記者会見で、アメリカに対し毅然とした態度を見せる。親米的だったトニー・ブレアの首相辞任後、アメリカと距離を置くゴードン・ブラウン政権が誕生した時には、このシーンを引き合いに出して論評する専門家も存在した。
2009年、バラク・オバマが大統領として英国を初訪問した時には、クリス・マシューズが、映画中のアメリカ大統領は、ジョージ・W・ブッシュなど過去の大統領がヨーロッパの同盟国をいじめてきた例であると述べた。マシューズにインタビューした Mediaite (en) のジョン・バーシェドは、作中の大統領は「薄っぺらなビル・クリントンとジョージ・W・ブッシュのハイブリッド」であると評している。劇中の大統領は、イギリス首相に対し高圧的な態度を取るほか、首相官邸のスタッフだったナタリー（演：マルティン・マカッチョン）にセクシャル・ハラスメントを行っている。
2013年9月には、ロシアによる「英国は取るに足らない小国だ」とのコメントに対し、当時の英国首相デイヴィッド・キャメロンが、劇中の記者会見シーンでの首相演説を引用して返答した。

## サウンドトラック
映画の音楽は、クレイグ・アームストロングが担当した。サウンドトラックは2004年にアメリカのBillboard 200でトップ40にランクインし（年間の最終結果は167位）、同じくビルボードによる「トップ・サウンドトラックス」では2位に入った。また、オーストラリア・メキシコではゴールド・レコードの認定を受けている。
映画のディレクターズ・カットでは、サウンドトラック収録曲の他に、スコット・ウォーカーによる『ジョアンナ』が使われている。イギリスでは、クレイグ・アームストロング作曲による、"Prime Minister's Love Theme"（邦題：PMの愛のテーマ）、"Glasgow Love Theme"（邦題：グラスゴーから愛のテーマ）、"Portuguese Love Theme"（邦題：ポルトガルから愛のテーマ）が加えられた全20曲のバージョンも発売され、日本では同じものが「完全限定盤」として発売された。またこれには、ガブリエルによる曲 "Sometimes" も収録されている。アメリカ版では、ガールズ・アラウドによる "Jump (For My Love)" (en) が、ポインター・シスターズによるオリジナル版に差し替えられている。また、ダーレン・ラヴによる "All Alone on Christmas"、サンタナによる『スムース』、S Club juniorsによる "Puppy Love"（オリジナル：ポール・アンカ）、ベイ・シティ・ローラーズの『バイ・バイ・ベイビー』などは、劇中で使用されているもののサウンドトラックには収録されなかった。未収録曲には、他にもジョニ・ミッチェルの "River"、ジャスティン・ティンバーレイクの "Like I Love You"、賛美歌の『ウェンセスラスはよい王様』、"Catch a Falling Star" (en) が存在する。
また、英米の劇場放映版には、2つの違いがある。モンタージュ後、職場パーティのシーンに繋がる場面では、英国版で地元のシュガーベイブスによる "Too Lost in You" (en) が用いられているが、米国版では代わりにアメリカ人歌手ケリー・クラークソンによる "The Trouble with Love Is" (en) が用いられている。また、エンドクレジットでは、英国版でガールズ・アラウド版の "Jump (for My Love)" が用いられているのに対し、米国版ではシュガーベイブスの "Too Lost in You" が使われている。これに合わせ、サウンドトラックは英米2バージョンが発売されている。
劇中ビリー・マックが歌う "Christmas Is All Around" は、同じくカーティス監督の『フォー・ウェディング』でも使われていた "Love is All Around" の替え歌である。
サウンドトラック収録曲
| #   | タイトル                                                           | 作詞・作曲                                     | アーティスト               |
| --- | ------------------------------------------------------------------ | ---------------------------------------------- | -------------------------- |
| 1.  | 「Jump (For My Love)」(ジャンプ (en)                               | Gary Skardina, Marti Sharron, Steve Mitchell   | Girls Aloud                |
| 2.  | 「Too Lost In You」(トゥー・ロスト・イン・ユー (en)                | Diane Warren                                   | Sugababes                  |
| 3.  | 「The Trouble With Love Is」(ザ・トラブル・ウィズ・ラヴ・イズ (en) | Carl Sturken, Evan Rogers, Kelly Clarkson      | Kelly Clarkson             |
| 4.  | 「Here With Me」(ヒア・ウィズ・ミー (en)                           | Dido Armstrong, Pascal Gabriel, Paul Statham   | Dido                       |
| 5.  | 「Christmas Is All Around」(クリスマス・イズ・オール・アラウンド)  | Reg Presley, Richard Curtis                    | Billy Mack                 |
| 6.  | 「Turn Me On」(ターン・ミー・オン)                                 | Ilhan Ersahin, John D. Loudermilk, Norah Jones | Norah Jones                |
| 7.  | 「Songbird」(ソングバード)                                         | Christine McVie                                | Eva Cassidy                |
| 8.  | 「Sweetest Goodbye」(スウィーテスト・グッドバイ)                   | Adam Levine                                    | Maroon 5                   |
| 9.  | 「Wherever You Will Go」(ウェアエヴァー・ユー・ウィル・ゴー (en)   | The Calling                                    | The Calling                |
| 10. | 「I'll See It Through」(シー・イット・スルー (en)                  | Guy Chambers, John McElhone, Sharleen Spiteri  | Texas                      |
| 11. | 「Both Sides Now」(青春の光と影)                                   | Joni Mitchell                                  | Joni Mitchell              |
| 12. | 「White Christmas」(ホワイト・クリスマス)                          | Irving Berlin                                  | Otis Redding               |
| 13. | 「Take Me As I Am」(テイク・ミー・アズ・アイ・アム)                | Sharissa Dawes, Wyclef Jean                    | Wyclef Jean feat. Sharissa |
| 14. | 「All I Want For Christmas Is You」(恋人たちのクリスマス)          | Mariah Carey, Walter Afanasieff                | Olivia Olson               |
| 15. | 「God Only Knows」(神のみぞ知る)                                   | Brian Wilson, Tony Asher                       | The Beach Boys             |
| 16. | 「All You Need Is Love」(愛こそはすべて)                           | Lennon-McCartney                               | Lynden David Hall          |
| 17. | 「Sometimes」(サムタイムス)                                        | Johnathan Shorten, Louisa Gabrielle Bobb       | Gabrielle                  |
| 18. | 「Glasgow Love Theme」(グラスゴーから愛のテーマ)                   | Craig Armstrong                                |                            |
| 19. | 「PM's Love Theme」(PMの愛のテーマ)                                | Craig Armstrong                                |                            |
| 20. | 「Portugese Love Theme」(ポルトガルから愛のテーマ)                 | Craig Armstrong                                |                            |

| #   | タイトル                            | 作詞・作曲                                                   | アーティスト                         |
| --- | ----------------------------------- | ------------------------------------------------------------ | ------------------------------------ |
| 1.  | 「The Trouble With Love Is」        | Carl Sturken, Evan Rogers, Kelly Clarkson                    | Kelly Clarkson                       |
| 2.  | 「Here With Me」                    | Dido Armstrong, Pascal Gabriel, Paul Statham                 | Dido                                 |
| 3.  | 「Sweetest Goodbye/Sunday Morning」 | A. Levine, J. Valentine, J. Carmichael, M. Madden, R. Dusick | Maroon 5                             |
| 4.  | 「Turn Me On」                      | Ilhan Ersahin, John D. Loudermilk, Norah Jones               | Norah Jones                          |
| 5.  | 「Take Me As I Am」                 | J. Duplessis, S. Dawes, W. Jean                              | Wyclef Jean feat. Sharissa           |
| 6.  | 「Songbird」                        | Christine McVie                                              | Eva Cassidy                          |
| 7.  | 「Wherever You Will Go」            | A. Kamin, A. Band                                            | The Calling                          |
| 8.  | 「Jump (For My Love)」              | G. Skardina, M. Sharron, S. Mitchell                         | The Pointer Sisters                  |
| 9.  | 「Both Sides Now」                  | Joni Mitchell                                                | Joni Mitchell                        |
| 10. | 「All You Need Is Love」            | Lennon-McCartney                                             | Lynden David Hall                    |
| 11. | 「God Only Knows」                  | B. Wilson, T. Asher                                          | The Beach Boys                       |
| 12. | 「I'll See It Through」             | Texas                                                        | G. Chambers, J. McElhone, S. Spiteri |
| 13. | 「Too Lost In You」                 | Sugababes                                                    | D. Warren                            |
| 14. | 「Glasgow Love Theme」              | Craig Armstrong                                              | Craig Armstrong                      |
| 15. | 「White Christmas」                 | Irving Berlin                                                | Otis Redding                         |
| 16. | 「Christmas Is All Around」         | Reg Presley                                                  | Billy Mack                           |
| 17. | 「All I Want For Christmas Is You」 | Mariah Carey, Walter Afanasieff                              | Olivia Olson                         |

## 封切り
作品は2003年11月7日に限定公開され、1週間後の11月14日に全米公開された。イギリスではさらに1週間後の11月21日に公開された。レイティングは、アメリカではR（アメリカ映画協会 / MPAA）、イギリスでは15（全英映像等級審査機構）だった。またDVDは2004年4月27日に発売された。
日本では2004年2月7日に公開された。映画倫理委員会によるレイティングはPG-12で、DVD収録版の映像では、海外版と比べ ジョンとジュディによるスタントシーンの画角が一部カットされている。

### 興行収入
作品は4,500万ドルの予算でワーキング・タイトル・フィルムズが製作し、その後ユニバーサル・ピクチャーズが配給を担当した。作品はイギリスで62,671,632ドル、オーストラリアで13,956,093ドル、また北米（カナダ・アメリカ）で59,472,278ドルの興行収入を得た。興行収入は全体で247,472,278ドルにのぼった。日本では15.5億円の興行収入を得て、2004年公開の洋画で19位にランクインしている。

## 作品の評価

### 批評家の反応
作品はイギリスでは概ね好評価を得たものの、アメリカでの評価は批判と好評が入り交じったものとなった。映画評論家によるサイトRotten Tomatoesでは、2017年3月現在193件のレビューに基づき、63%が作品を支持している。また平均点は10点満点中6.3点となっており、クリティクス・コンセンサスでは、「物語を詰め込みすぎた感傷的な作品。但し、キャストは魅力的」とされている。Metacriticでは41件のレビューに基づき、100点満点中55点が付けられているが、一方でユーザー・スコアは10点満点中8.7点という評価である。
『バラエティ』誌のトッド・マッカーシーは作品を評し、「生意気なウィットや途方も無く魅力的なキャスト陣、そして確かな専門的技術はどれも魅力的で、作品に溢れるロマンティシズムと一緒に、早い休日の人気作として海の両側にいる大人たちを魅了するだろう」と述べた。『ヴィレッジ・ヴォイス』紙のマイケル・アトキンソンは、作品が「英国風を愛しており、古くさい状況で少し不利を負っているほか、様々な神経症患者ばかり登場する」と評した。『シカゴ・サンタイムズ』紙のロジャー・イーバートは4つ星中3+1⁄2を与え、「ロマンティック・コメディの海への腹打ち飛び込みだ—[中略]—映画唯一の欠点は長所でもある。作品は、登場人物、物語、温かさや笑いのぎゅうぎゅう詰めで、カーティスが映画におけるラブシーンの義務リストに取り掛かるらしい時間まで、どれものけ者にされようとは求めない。[中略]少し、ホットドッグ早食い競争でグルメ料理が出て来た時のような気がする」と述べた。『USAトゥデイ』紙のSusan Wloszczynaは、「カーティスによるコメディの多層ケーキは、娯楽的だが深みの無いアイシングを塗りたくり、大半の舞台をクリスマスのロンドンにして、散らかっていて、時には意外で、華々しいような、雑多な愛—悲しく、甘く、思慮が無い—を届ける」と酷評した。
『エンターテインメント・ウィークリー』誌のオーウェン・グレイバーマンは作品をBに位置付け、「温かくて気持ち良い、スター揃いのアンサンブル・コメディ。祝日に起こる沢山のロマンティックな筋書きを、[映画は]とても、とても素敵に感じさせる。これを観て居心地良く感じ、大いに楽しんだ」と述べた。BBCのネヴ・ピアースは5つ星中4つを付け、「活気に満ちたロマンティック・コメディだ」「温かく、ほろ苦くそして陽気で、これは実のところ素晴らしい（英: this is lovely, actually.）。打ち負かされるご用意を」と述べた。『サンフランシスコ・クロニクル』紙のカーラ・メイヤーは、「[作品は]つまらない感傷や甘ったるいポップ・ソング、猥褻なユーモアに至るまでの教養という言い訳を途中で諦めた—大体半分くらいまで使われていたアプローチである」「筋書きの大半は興味を持たせ続けるもので、それは素晴らしいキャストと映画への全体的な好意から来るものだ」と述べた。『ガーディアン』紙では、ピーター・ブラッドショウが5つ星中2つを付けた。
A・O・スコットは『ニューヨーク・タイムズ』の映画評において、「オスカーを求める叙事詩的映画並の長さに膨れあがったロマンティック・コメディだ—2時間15分近くの生意気・自信喪失と上品ぶったにやにや笑いで、実際の映画というより、最早レコード・レーベルの偉大なヒットを集めたコンピレーションや、真面目な話題の (very special) シットコムに近い」と述べた。また、「映画を占める愛に関する考えは浅はかかつ不誠実で、この甘く小綺麗な態度は、人間の感情に対する意地悪い冷笑を覆い隠している（見えていない部分はより薄っぺらだ）。1960年代初頭のラット・パックコメディのような、たこのできた、いやらしい目つきの精神を持ち合わせているが、物腰の柔らかい魅惑的な虚勢などかけらもない」と酷評した。『ローリング・ストーン』誌ではピーター・トラヴァースが4つ星中2つを与え、「そこにある感覚が織り込まれた娯楽があったけれど、器用な脚本家であるリチャード・カーティスは、次から次へと物語を投入することで衝撃を弱めている。監督として、[中略]カーティスは自分の作家[=作家としてのカーティス自身]を抑制できなかったように思う。[中略]彼はこちらを楽しませようとする『ラブ・アクチュアリー』に砂糖を入れすぎて容易に質を落としているが、それは[砂糖の入れすぎが]吐き気を催すのを忘れてのことだ」と述べた。
このように批評家の反応はまちまちであったが、一般視聴者の人気が根強い作品でもあり、近年では現代のクリスマスを扱った代表作のひとつとして扱われることもある。『ザ・アトランティック』誌のクリストファー・オー (Christopher Orr) は、映画を批判的に論じつつも、映画の究極のメッセージについて、「もし愛を完全に諦めて残りの人生を過ごすことに決めたなら、あれはもしかしたら最高なのかもしれない」と述べている。

### 受賞とノミネート
| 年     | 賞名                                     | 部門                                  | 対象                                      | 結果       | 出典                    |
| ------ | ---------------------------------------- | ------------------------------------- | ----------------------------------------- | ---------- | ----------------------- |
| 2004年 | 第57回英国アカデミー賞                   | 英国作品賞                            | 英国作品賞                                | ノミネート | [ 90 ] [ 91 ]           |
| 2004年 | 第57回英国アカデミー賞                   | 助演男優賞                            | ビル・ナイ                                | 受賞       | [ 90 ] [ 91 ]           |
| 2004年 | 第57回英国アカデミー賞                   | 助演女優賞                            | エマ・トンプソン                          | ノミネート | [ 90 ] [ 91 ]           |
| 2004年 | 第61回ゴールデングローブ賞               | 作品賞 (ミュージカル・コメディ部門)   | 作品賞 (ミュージカル・コメディ部門)       | ノミネート | [ 92 ] [ 93 ]           |
| 2004年 | 第61回ゴールデングローブ賞               | 脚本賞                                | リチャード・カーティス                    | ノミネート | [ 92 ] [ 93 ]           |
| 2004年 | 第9回エンパイア賞                        | 英国作品賞                            | 英国作品賞                                | 受賞       | [ 94 ] [ 95 ] [ 96 ]    |
| 2004年 | 第9回エンパイア賞                        | 英国女優賞                            | エマ・トンプソン                          | 受賞       | [ 94 ] [ 95 ] [ 96 ]    |
| 2004年 | 第9回エンパイア賞                        | 新人賞                                | マルティン・マカッチョン                  | 受賞       | [ 94 ] [ 95 ] [ 96 ]    |
| 2004年 | 第9回エンパイア賞                        | 新人賞                                | アンドリュー・リンカーン                  | ノミネート | [ 94 ] [ 95 ] [ 96 ]    |
| 2004年 | イヴニング・スタンダード・イギリス映画賞 | 最優秀女優賞                          | エマ・トンプソン                          | 受賞       | [ 97 ] [ 98 ] [ 99 ]    |
| 2004年 | イヴニング・スタンダード・イギリス映画賞 | ピーター・セラーズコメディ賞          | ビル・ナイ                                | 受賞       | [ 97 ] [ 98 ] [ 99 ]    |
| 2004年 | 第17回ヨーロッパ映画賞                   | 最優秀男優賞                          | ヒュー・グラント                          | ノミネート | [ 100 ]                 |
| 2004年 | 第17回ヨーロッパ映画賞                   | 最優秀監督賞                          | リチャード・カーティス                    | ノミネート | [ 100 ]                 |
| 2004年 | 第24回 (en) ロンドン映画批評家協会賞     | 最優秀英国助演男優賞                  | ビル・ナイ                                | 受賞       | [ 101 ] [ 102 ] [ 103 ] |
| 2004年 | 第24回 (en) ロンドン映画批評家協会賞     | 最優秀英国助演女優賞                  | エマ・トンプソン                          | 受賞       | [ 101 ] [ 102 ] [ 103 ] |
| 2004年 | 第29回ロサンゼルス映画批評家協会賞       | 助演男優賞                            | ビル・ナイ（他3作品を含めてのノミネート） | 受賞       | [ 104 ]                 |
| 2004年 | 第8回ゴールデン・サテライト賞            | ミュージカル・コメディ部門 助演男優賞 | ビル・ナイ                                | ノミネート | [ 105 ]                 |
| 2004年 | 第8回ゴールデン・サテライト賞            | ミュージカル・コメディ部門 助演男優賞 | トーマス・サングスター                    | ノミネート | [ 105 ]                 |
| 2004年 | 第8回ゴールデン・サテライト賞            | ミュージカル・コメディ部門 助演女優賞 | エマ・トンプソン                          | ノミネート | [ 105 ]                 |

## 作品からの発展
リチャード・カーティス本人による脚本のノベライズが発売されている。
セント・パンクラス駅には、この映画に触発されて作られたカップルの像が存在する。

### 関連作品
2013年制作の日本映画『すべては君に逢えたから』は、本作の日本語版を目指して制作された。2007年製作のボリウッド映画 "Salaam-e-Ishq: A Tribute to Love" (en) は、本作の非公式なリメイクと位置付けられている。同じ年には、デンマークでも、本作に着想を得た "Alles is Liefde" (en) が製作されている。2011年のポーランド映画 "Listy do M." (en) は、筋書きだけでなくポスターも本作のオマージュとなっている。

### 続編
2017年のチャリティ・イベント『レッド・ノーズ・デイ』に合わせ、キャストが再集結して映画の14年後を描く10分の短編が作られることが発表された。脚本は映画と同じリチャード・カーティスが担当し、ヒュー・グラント、コリン・ファース、リーアム・ニーソン、ローワン・アトキンソン、マルティン・マカッチョン、キーラ・ナイトレイ、アンドリュー・リンカーン、キウェテル・イジョフォー、ルシア・モニス、トーマス・サングスター、オリヴィア・オルソン、ビル・ナイ、マーカス・ブリグストックらが再集結した（それぞれの配役については#キャスト参照）。作品は2017年3月24日に『レッド・ノーズ・デイ・アクチュアリー』（原題）としてBBC Oneの当該番組中で放送され、同年5月26日には、NBCでローラ・リニー、パトリック・デンプシーの追加シーンを収録した米国版が放送された。
カーティスのパートナーでもあるエマ・フロイドらにより、"#rednosedayactually"とのハッシュタグで撮影の様子などが発信されている。
ハリー役のアラン・リックマンは2016年に死去しており、妻カレンを演じたエマ・トンプソンは、「悲しすぎる」「早過ぎる」として出演を辞退した。トンプソンは、カーティスも「[ハリーとカレンについて]何も脚本が書けない」と述べていたことを明かしている。
これに先立つ2012年には、配給元であるユニバーサル・ピクチャーズの社長が、「続編を作るというのならすぐ承認する」とラブコールを送っていたことが報じられている。